# Пограничная стража (картина)
«Пограничная стража» («Черкесский князь, продающий двух мальчиков», «Пикет мусульманского эскадрона») — картина шотландского художника Вильяма Аллана.
Точная дата написания картины неизвестна, но вероятнее всего она написана, как и парная к ней картина «Башкиры», в 1814 году в Эдинбурге по мотивам поездок Аллана по Кавказу и Прикаспийской низменности в 1809—1810 гг. 
В отличие от картины «Башкиры», здесь художник дал весьма вольные трактовки костюмов и оружия персонажей, комбинируя их из деталей, характерных как для среднеазиатских народов, так и кавказцам и туркам. С большой точностью можно определить лишь одного персонажа — мужчина на белой лошади максимально похож на черкеса.
В собственных комментариях к каталогу своих работ (опубликован в 1817 году) Аллан отмечал:

«Черкесы известны как красивая раса… Одежда мужчин обычно очень богатая: рубашка или полотняная, или из красной, синей и белой тафты, сверху прекрасно расшитый жилет; они носят верхнюю одежду, которая почти достигает колен. На груди два маленьких кармана, изумительно вышитые и разделенные на секции для патронов. Черкесы никогда не отправляются в путешествие без оружия, а когда они навещают друг друга, то являются в полном костюме: в кольчуге, шлеме, с саблей и пистолетами, луком и стрелами. Их оружие вообще очень дорогое и великолепного качества. Его производят в городе Кубаши в кавказских горах и на территории Абхазии, простирающейся до Чёрного моря. Полное княжеское облачение стоит до 200 фунтов стерлингов… Во время путешествий кроватью им служит войлок, маленькое седло — подушкой, а шерстяной плащ — одеялом» .
В 1815 году художник устроил в Лондоне выставку своих работ, написанных по возвращении из России, здесь картина впервые была представлена публике. Затем она находилась в мастерской художника в Эдинбурге, где в декабре  1816 года ее увидел путешествующий по Великобритании великий князь Николай Павлович (будущий император Николай I); в шотландской прессе было составлено описание этого посещения:

 «…великий князь долго беседовал с художником по-французски и по-русски, внимательно изучил каждую картину и выразил изумление и удовольствие по поводу верности, с которой изображены костюмы различных племен черкесов, казаков и т. д., представленных на обозрение. Изучив коллекцию оружия и костюмов разнообразных народов, населяющих Российскую империю, он похвалил художника за кропотливую работу по собиранию столь многих полезных материалов, необходимых, чтобы правильно изобразить манеры, привычки, внешний вид его соотечественников. Великий князь Николай проявил немалый вкус и дотошность при выборе нескольких вещей среди эскизов и картин. Он высказал пожелание увидеть художника еще раз, если тому когда-либо опять придется посетить Россию». 

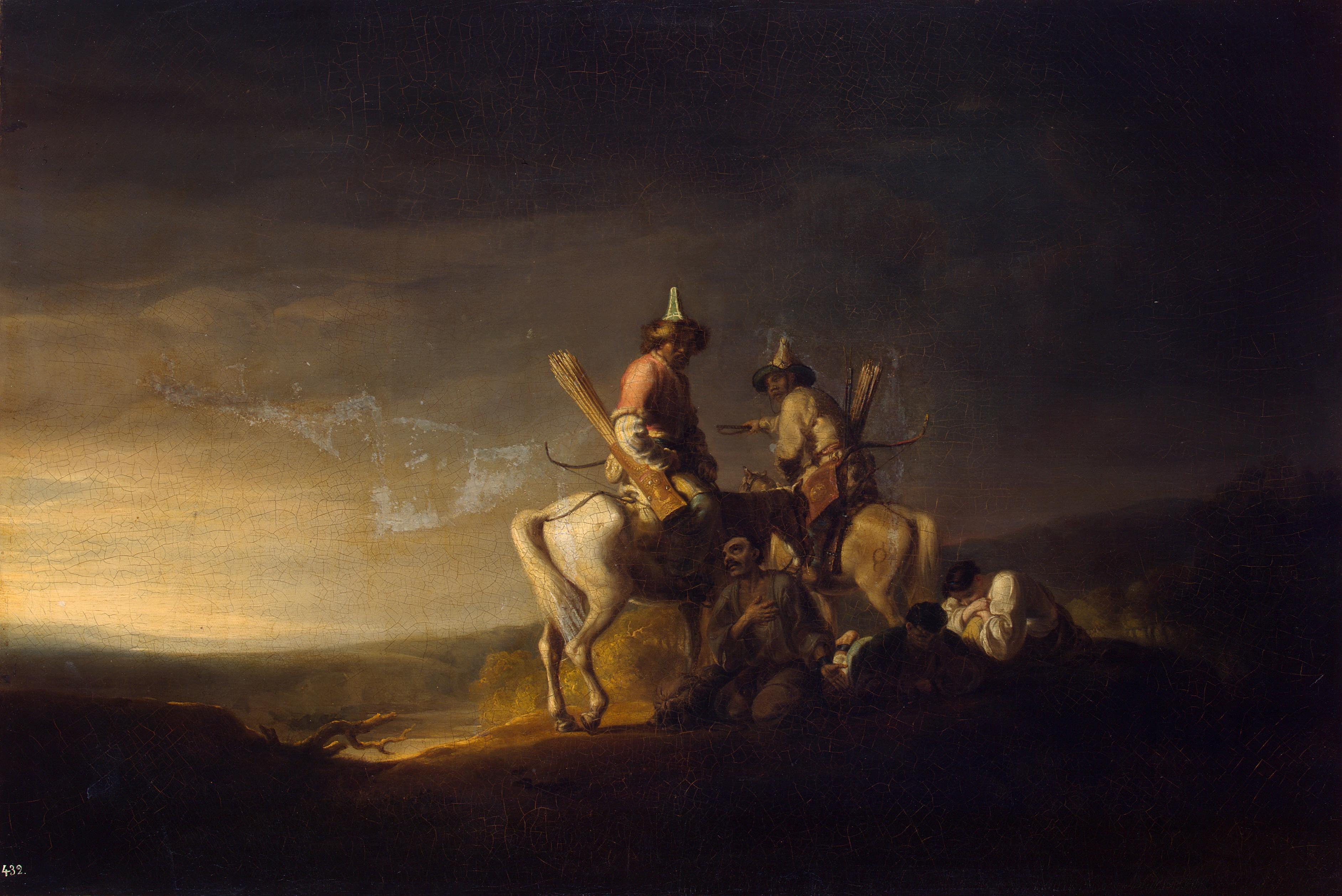
В. Аллан. «Башкиры». 1811

Тогда же Николай Павлович приобрёл у художника три картины: «Пограничная стража», «Башкиры» (ныне также в Эрмитаже) и «Аслан Гирей и Альказия, переправляющиеся через реку Кубань» (ныне в Махачкале в Дагестанском музее изобразительных искусств). 
По прибытии в Россию картина находилась в Аничковом дворце, в собственном кабинете Николая I. В 1920 году картина была передана в Эрмитаж, в 1929 году в рамках распродажи части Эрмитажных коллекций предполагалась к вывозу за границу, но в 1931 году была возвращена в музей и вновь выставлена в постоянной экспозиции под окончательно устоявшимся названием «Пограничная стража». Выставляется в Зимнем дворце в зале 301.